# کومرکوچا (چکاکوپه)
کومرکوچا (به اسپانیایی: Comercocha) یک کوه در پرو است. کومرکوچا ۵٬۰۶۰ متر بالاتر از سطح دریا واقع شده‌است.